# Gaultheria longibracteolata
Gaultheria longibracteolata là một loài thực vật có hoa trong họ Thạch nam. Loài này được R.C.Fang mô tả khoa học đầu tiên năm 1999.